# شویدوین
شویدوین (به لهستانی:  Świdwin) یک منطقهٔ مسکونی در لهستان است که در شهرستان شویدوین واقع شده‌است. شویدوین ۲۲٫۳۸ کیلومتر مربع مساحت و ۱۵٬۵۰۳ نفر جمعیت دارد و ۹۹ متر بالاتر از سطح دریا واقع شده‌است.

## خواهرخوانده
شهرهای زانیتس و پرنتسلاو خواهرخوانده‌های شویدوین هستند.